# Pieter Willem Botha
Pieter Willem Botha, (Paul Roux, 12 de enero de 1916 - Wilderness; 31 de octubre de 2006) conocido comúnmente como "P.W." o "die groot krokodil" (el gran cocodrilo) fue primer ministro de Sudáfrica desde 1978 a 1984 y presidente de la República de 1984 a 1989.

## Presidente a favor de la segregación racial
Botha fue militante del Partido Nacional de Sudáfrica y un defensor incondicional de la segregación racial y el sistema del apartheid. Fue elegido para el parlamento en 1948 y llegó a ser ministro de Defensa en 1966. Cuando el primer ministro B.J. Vorster dimitió en 1978, Botha fue nombrado primer ministro.
En 1983 la Constitución de Sudáfrica fue revisada, creándose una presidencia ejecutiva. En 1984, Botha fue elegido para el puesto de presidente del país.
Como presidente, promovió una ambiciosa política exterior, desarrollando un programa secreto de armas nucleares en colaboración con Israel y permaneciendo firme en la ocupación sudafricana del territorio vecino de Namibia (o África del Sudoeste, como Botha insistía en que debía ser llamado). El estilo autoritario de liderazgo de Botha lo hizo bastante impopular en muchos países occidentales, y muchos lo calificaron de "cruel dictador racista". En Estados Unidos y en Gran Bretaña hubo un debate sobre la posibilidad de establecer sanciones comerciales para debilitar a Botha y al régimen de la minoría blanca, pero al final no se hizo nada.[cita requerida]
El gobierno de Botha realizó algunos cambios al régimen del apartheid. Durante su mandato se legalizó el matrimonio interracial, que había sido prohibido, y se alivió la prohibición constitucional de partidos políticos multirraciales. También se relajó la "Ley de Áreas de Grupo", que prohibía la residencia de los no blancos en ciertas áreas. Así mismo, se concedieron ciertos derechos políticos a los de "color" (coloured en afrikáans)  que son los sudafricanos de ascendencia mixta entre blanca y no blanca y a los indios. No obstante, Botha obstaculizó la idea de conceder el derecho de voto a los sudafricanos negros. Botha estuvo de acuerdo en ceder en lo que veía como aspectos no políticos del apartheid pero no cedió en el punto central de la supremacía blanca sobre los sudafricanos negros. También mantuvo la represión severa contra la comunidad negra, arrestando a miles de personas y a otras siendo torturadas y asesinadas. La Comisión de Verdad y Reconciliación lo encontró responsable de violaciones graves a los derechos humanos y de haber ordenado actividades ilegales que incluyeron el asesinato.
Las políticas de Botha polarizaron en gran medida los puntos de vista de su propio partido y esto llevó a que el Partido Nacional se escindiera en varios grupos. En febrero de 1989 Botha sufrió un ataque cerebrovascular, a lo cual renunció al liderazgo del partido, auspiciando a su ministro de finanzas Bared du Plessis para sucederle. Sin embargo el Partido Nacional escogió al moderado ministro de educación Frederik de Klerk, a lo que Botha se resistió a cederle la presidencia. Este asunto se zanjaría en un compromiso entre de Klerk y Botha, donde Botha seguiría en el poder hasta las elecciones parlamentarias de septiembre de dicho año. Esto no sucedería después de que Botha finalmente renunciara el 14 de agosto de 1989, molesto por una reunión que De Klerk tendría con el presidente de Zambia, quien apoyaba la lucha contra el aparthied.

## Después de su gobierno
El nuevo presidente fue el menos radical Frederik de Klerk. En los cinco años posteriores, De Klerk y su gobierno desmantelaron el apartheid mediante una serie de negociaciones con el partido del Congreso Nacional Africano (dirigido por Nelson Mandela que sería el primer presidente negro de Sudáfrica). 
Botha se opuso a muchas de las reformas de F. W. de Klerk y rechazó testificar en la Comisión de la Verdad y la Reconciliación del gobierno de Nelson Mandela.
Botha no está relacionado con el político contemporáneo del Partido Nacional Roelof Frederik "Pik" Botha, que ejerció como ministro de Asuntos Exteriores.